# Уильямс, Кристофер Ли
Уильямс Кристофер (англ.  Christopher Leigh Williams, род. октябрь 1983 года) — американский медицинский физик и астронавт НАСА (23-й набор астронавтов НАСА). Опыта космических полётов не имеет. Проходит подготовку в составе дублирующего экипажа транспортного пилотируемого корабля (ТПК) «Союз МС-27».

## Биография

### Ранние годы, учёба и работа
Родился в октябре 1983 года в городе Нью-Йорк в семье Роджера Уильямс и Джинджер Макомбер. Вырос в городе Потомак в штате Колорадо, которого считает для себя родным.
В 2001 году окончил среднюю школу в городе Силвер-Спринг (штат Мэриленд). В старшей школе и колледже работал в Исследовательской лаборатории ВМС США в Вашингтоне (округ Колумбия), изучая сверхновые звёзды с помощью радиотелескопа Very Large Array.
В 2005 году окончил Стэнфордский университет и получил степень бакалавра по физике. В 2012 году окончил Массачусетский технологический институт и получил степень доктора философии в области астрофизики. Прошёл подготовку в качестве врача-специалиста в области биофизики в ординатуре Гарвардского университета.
Служил волонтёром в качестве техника скорой медицинской помощи и пожарного. Во время работы над диссертацией принимал участие в разработке и строительстве комплекса низкочастотных радиотелескопов Murchison Widefield Array в Западной Австралии, предназначенного для изучения эпохи реионизации Вселенной.
К моменту зачисления в отряд астронавтов был доцентом Гарвардской медицинской школы в Бостоне (штат Массачусетс), где работал в отделении лучевой терапии в больнице «Бригам энд Вименс» и главным специалистом по адаптивной лучевой терапии в Институт раковых исследований. Член Американской ассоциации физиков-медиков.

### Космическая подготовка
6 декабря 2021 года был зачислен в отряд астронавтов НАСА в составе 23-го набора в качестве кандидата в астронавты. В январе 2022 года в Космическом центре имени Линдона Джонсона в Хьюстоне приступил к прохождению курса базовой общекосмической подготовки. 5 марта 2024 года по завершению подготовки получил статус активного астронавта НАСА.
4 сентября 2024 года появилось информация о его подготовке в составе дублирующего экипажа транспортного пилотируемого корабля (ТПК) «Союз МС-27». В феврале 2025 года включён в основной состав космической экспедиции экспедиции МКС-74 и экипажа ТПК «Союз МС-28», старт которого запланирован на осень 2025 года.

## Семья, увлечения
Женат, вместе с супругой Обри Самост-Уильямс воспитывает двух дочерей.
Любит походы, отдых на природе, кулинарию и путешествия. Имеет лицензию пилота-любителя.